# Ronnie Peterson
Bengt Ronnie Peterson (Örebro, 1944. február 14. – Milánó, Olaszország, 1978. szeptember 11.) svéd autóversenyző. A Formula–1-ben haláláig a March, a Tyrrell és a Lotus csapatoknál versenyzett.

## A Formula–1 előtt
Sok Formula–1-es autóversenyzőhöz hasonlóan ő is gokart-versenyeken tűnt fel először. 1963-as és 1964-es svéd győzelmei után 1966-ban áttért a Formula–3-ra az édesapja, Bengt Peterson által tervezett járművel, amelyet egy Brabham mintájára készített. Ebben az évben Dalslandban harmadik helyezést ért el a Formula–3-ban. 1967-ben néhány alkalommal visszatért a gokart-versenyzéshez. 1968-ban lecserélte a Brabhamet a Tecno Racing Car egyik autójára, és 26 Formula–3-as versenyéből 12-t meg is nyert. 1969-ben szintén a Formula–3-ban Monacóban győzelmet aratott, majd ugyanebben az évben az európai nagydíjat is megnyerte. Ez az év sikeres volt Peterson számára: 16 futamgyőzelme volt, kétszer volt második helyezett, három alkalommal pedig harmadik helyen ért célba.

## A Formula–1-ben

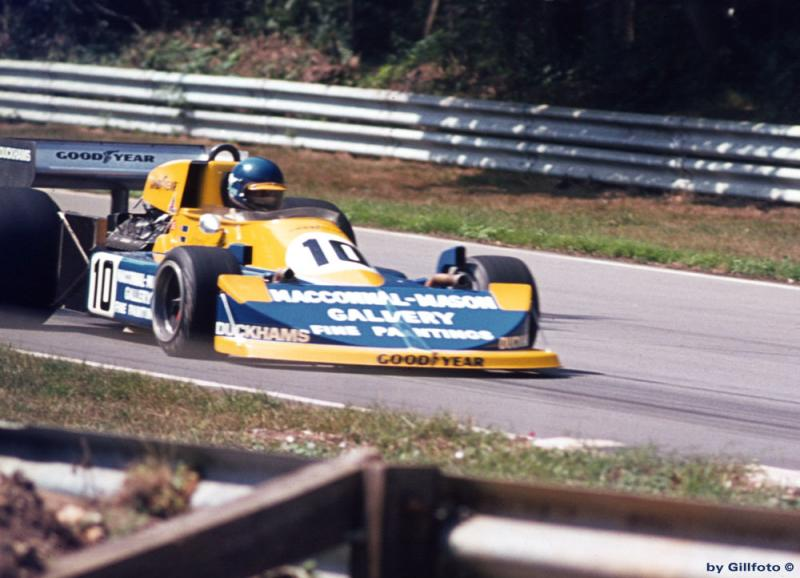
Ronnie Peterson 1976-ban

Az 1970-es monacói nagydíjon mutatkozott be a Colin Crabbe Racing csapat színeiben. A rendelkezésre álló szűk pénzügyi keret nem tette lehetővé, hogy annyit teszteljenek, mint a nagyobb csapatok, Peterson mégis 12. helyen végzett az időmérő edzésen a 16 versenyzőből. Csapatából ő ért célba egyedül, hetedikként. 1971-re a March szerződtette a pilótát, aki nagyon jó időket futott a March 711-es versenyautóval. Monacóban szerezte meg pályafutása első pontjait, rögtön egy második pozícióval. A dobogó középső fokára állt Nagy-Britanniában is, az év versenyén, Monzában pedig úgy tűnt, összejöhet első győzelme. Regazzoni emlékezetes rajtjával az első helyre jött fel a negyedik sorból. Regazzoni után Peterson vezetett, majd Stewart után Regazzoni visszavette az első helyet. A futam végére többen is esélyesek voltak a győzelemre, végül azonban mindössze 0,01 másodperccel ismét második lett Peter Gethin mögött. A szezont összesen négy második és egy harmadik hellyel zárta, ezzel pedig a csaknem kétszer annyi pontot szerző, domináns Jackie Stewart mögött második lett a bajnokságban. Érdemeit nagyobbítja, ha hozzátesszük, hogy egyetlen másik March-pilóta sem tudott pontot szerezni. 1972-ben Peterson és a March menetelése megszakadt, a brit csapat három verziót épített autójából, mire végre sikerült viszonylag versenyképes modellel előállnia. Peterson egyetlen dobogós eredményt szerzett a Nordschleifén, a bajnokságot pedig 9. helyen zárta. Valós teljesítményét mutatja, hogy csapattársa ezúttal is nulla ponttal zárt, márpedig ebben az évben a svéd az újonc Niki Laudát kapta maga mellé.
Az 1972-es szezon végén Peterson elhagyta a Marchot, és a címvédő csapathoz, a Lotushoz igazolt, ahol Emerson Fittipaldi csapattársa lett. 1973-ban, a francia nagydíjon szerezte pályafutása első győzelmét a Formula–1-ben. 1973-ban négy futamot nyert (a francia, az osztrák, az olasz és az amerikai nagydíjat), ez a világbajnokság harmadik helyéhez volt elég. 1974-ben a Lotus 76-os autóval – amelyet sem ő, sem csapattársa, Jacky Ickx nem szívlelt – háromszor lett első, egyszer harmadik, és hat futamon nem ért célba. Így a világbajnoki ranglistán ötödik helyen végzett. Az 1975-ös év sikertelen volt a Lotus csapat számára, Ickx és Peterson is egy régebbi Lotus modellel versenyeztek. A csapatfőnök, Colin Chapman próbálta visszatartani a svéd pilótát, 1976-ban egy Lotus 77-tel indult a brazil nagydíjon, ám az olasz nagydíjat már a March csapat visszatérőjeként nyerte meg. A következő évben a Tyrrellhez igazolt és a hatkerekű P34-essel versenyzett. Egyszer állhatott a szezon során a dobogóra, amikor harmadikként végzett a belga nagydíjon. 1978-ban ismét a Lotus csapat színeiben versenyzett, Mario Andretti csapattársaként. A két pilóta magasan kiemelkedett az akkori mezőnyből. Abban a szezonban két futamot nyert, mert szerződése megakadályozta abban, hogy megelőzze csapattársát. Első lett a dél-afrikai nagydíjon, amelyen az utolsó körben vette át a vezetést Patrick Depailler-től, valamint az osztrák nagydíjon is elsőként állhatott a dobogóra. Utolsó versenyéig, az olasz nagydíjig Andrettivel osztoztak az 1-2. helyeken. 1979-re biztos helye lett volna a McLarennél.

## A Formula–2-ben
1970-ben a Formula–1 mellett az akkori szokásnak megfelelően a Formula–2-ben is szerepelt. Itt a gyári March csapat pilótája volt. Az összetett bajnokság negyedik pozíciója elegendő volt ahhoz, hogy a következő évben már a gyári csapat tagja legyen.
A következő szezonban Nagy-Britanniában, Franciaországban, Svédországban, Ausztriában és az utolsó előtti versenyen Peterson győzni tudott. Carlos Reutemannt 14 ponttal előzte meg a végelszámolásban, ezzel a Formula–2-es bajnoki címet is megnyerve. 1976-ig még részt vett néhány versenyen a sorozatban, és győzelmeket is szerzett.

## Halála
1978. szeptember 10-én az olasz nagydíjon Peterson harmadikként rajtolt, a verseny első körében ütközött Hunttal, majd a védőkorlátnak csapódott. A baleset látszólag nem volt különösebben súlyos, a sérült pilótát társai hamar kiszabadították az időközben lángra kapott versenyautóból. Ezt követően a milánói kórházba szállították törött lábával, másnap reggel azonban zsírembólia miatt meghalt.
2008-ban szülővárosában, Örebróban múzeumot nyitottak a tiszteletére.

## Teljes Formula–1-es eredménysorozata
(Táblázat értelmezése)

(Félkövér: pole-pozícióból indult; dőlt: leggyorsabb kört futott) 

| Év   | Csapat                          | 1      | 2      | 3      | 4      | 5      | 6      | 7      | 8      | 9      | 10     | 11      | 12     | 13     | 14     | 15     | 16     | 17     | Helyezés | Pont |
| ---- | ------------------------------- | ------ | ------ | ------ | ------ | ------ | ------ | ------ | ------ | ------ | ------ | ------- | ------ | ------ | ------ | ------ | ------ | ------ | -------- | ---- |
| 1970 | Antique Automobiles Racing Team | RSA    | ESP    | MON 7  | BEL Hn |        |        |        |        |        |        |         |        |        |        |        |        |        | HN       | 0    |
| 1970 | Colin Crabbe Racing             |        |        |        |        | NED 9  | FRA Ki | GBR 9  | GER Ki | AUT    | ITA Ki | CAN Hn  | USA 11 | MEX    |        |        |        |        | HN       | 0    |
| 1971 | March                           | RSA 10 | ESP Ki | MON 2  | NED 4  | FRA Ki | GBR 2  | GER 5  | AUT 8  | ITA 2  | CAN 2  | USA 3   |        |        |        |        |        |        | 2.       | 33   |
| 1972 | March                           | ARG 6  | RSA 5  | ESP Ki | MON 11 | BEL 9  | FRA 5  | GBR 7  | GER 3  | AUT 12 | ITA 9  | CAN Kiz | USA 4  |        |        |        |        |        | 9.       | 12   |
| 1973 | Lotus                           | ARG Ki | BRA Ki | RSA 11 | ESP Ki | BEL Ki | MON 3  | SWE 2  | FRA 1  | GBR 2  | NED 11 | GER Ki  | AUT 1  | ITA 1  | CAN Ki | USA 1  |        |        | 3.       | 52   |
| 1974 | Lotus                           | ARG 13 | BRA 6  | RSA Ki | ESP Ki | BEL Ki | MON 1  | SWE Ki | NED 8  | FRA 1  | GBR 10 | GER 4   | AUT Ki | ITA 1  | CAN 3  | USA Ki |        |        | 5.       | 35   |
| 1975 | Lotus                           | ARG Ki | BRA 15 | RSA 10 | ESP Ki | MON 4  | BEL Ki | SWE 9  | NED 15 | FRA 10 | GBR Ki | GER Ki  | AUT 5  | ITA Ki | USA 5  |        |        |        | 13.      | 6    |
| 1976 | Lotus                           | BRA Ki |        |        |        |        |        |        |        |        |        |         |        |        |        |        |        |        | 11.      | 10   |
| 1976 | March                           |        | RSA Ki |        | ESP Ki | BEL Ki | MON Ki | SWE 7  | FRA 19 | GBR Ki | GER Ki | AUT 6   | NED Ki | ITA 1  | CAN 9  | USA Ki | JPN Ki |        | 11.      | 10   |
| 1976 | Theodore                        |        |        | USW 10 |        |        |        |        |        |        |        |         |        |        |        |        |        |        | 11.      | 10   |
| 1977 | Tyrrell                         | ARG Ki | BRA Ki | RSA Ki | USW Ki | ESP 8  | MON Ki | BEL 3  | SWE Ki | FRA 12 | GBR Ki | GER 9   | AUT 5  | NED Ki | ITA 6  | USA 16 | CAN Ki | JPN Ki | 14.      | 7    |
| 1978 | Lotus                           | ARG 5  | BRA Ki | RSA 1  | USW 4  | MON Ki | BEL 2  | ESP 2  | SWE 3  | FRA 2  | GBR Ki | GER Ki  | AUT 1  | NED 2  | ITA Ki | USA    | CAN    |        | 2.       | 51   |

## Fordítás
- Ez a szócikk részben vagy egészben  a   Ronnie Peterson című angol Wikipédia-szócikk fordításán alapul.  Az eredeti cikk szerkesztőit annak laptörténete sorolja fel. Ez a jelzés csupán a megfogalmazás eredetét és a szerzői jogokat jelzi, nem szolgál a cikkben szereplő információk forrásmegjelöléseként.